# خشعة

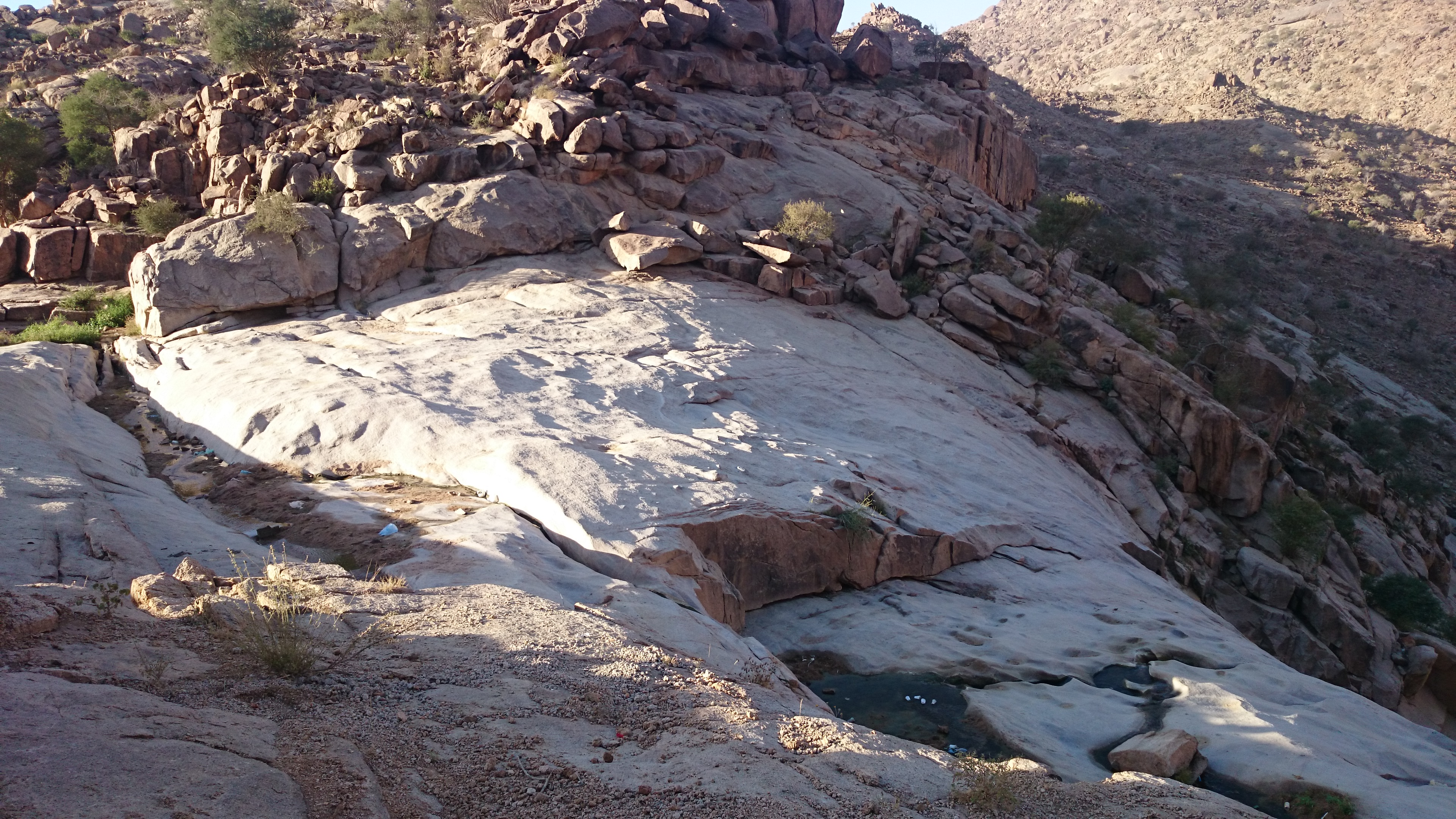
خشعة الجوابرة، منطقة مكة.

الخشعة القطعة الغليظة من الأرض.